# Grotta della Spipola
La Grotta della Spipola, Grotta della Pispola o Bus d'la Speppla in bolognese, costituisce uno dei maggiori punti di interesse del Parco regionale dei Gessi Bolognesi e Calanchi dell'Abbadessa. Fa parte del sistema sotterraneo detto Spipola-Acquafredda e si trova all'interno della dolina omonima, in frazione Croara, nel comune emiliano di San Lazzaro di Savena. Scoperta nel 1932, è considerata tra le maggiori cavità carsiche nei gessi dell'Europa occidentale.

## Storia

Luigi Fantini immortalato davanti al vecchio ingresso della Grotta della Spipola, nel 1934.

Un primo sondaggio infruttuoso del  Buco del Calzolaio venne eseguito nel 1903 da parte di Giorgio Trebbi della Società Speleologica Italiana: Trebbi si fermò alla base del secondo salto, incapace di  proseguire.
La Grotta della Spipola venne scoperta ufficialmente nel 1932 dallo speleologo bolognese Luigi Fantini, pioniere dell'esplorazione dei Gessi Bolognesi e fondatore solo pochi giorni prima del Gruppo Speleologico Bolognese. Fantini, con una decina di colleghi e due "fuochini", avanzarono per ben 700 metri nel sottosuolo, un'impresa notevole per l'epoca. 
Nel 1933 il gruppo di speleologi completò l'esplorazione della cavità, fino alla sua risorgente detta Buco del Prete Santo. 
Per rendere la grotta accessibile ai bolognesi, grazie a un contributo del Comitato Provinciale del Turismo nel 1935 il vecchio ingresso venne chiuso minandolo, un sentiero fu creato nella dolina fino alla grotta e l'interno attrezzato e messo in sicurezza. Nel 1936 Fantini e il suo gruppo speleologico inaugurarono ufficialmente la grotta e l'ingresso artificiale che ancora oggi funge da ingresso principale. Nei primi anni la grotta fu un'attrazione apprezzata alle porte di Bologna, richiamando qualche centinaio di visitatori. Era Fantini stesso a guidare i turisti al suo interno.
La seconda guerra mondiale interruppe le esplorazioni e fu una concausa del degradarsi del sito. Nel 1940 il cancello fu divelto per sfuggire ai bombardamenti e alle requisizioni e il primo tratto della grotta fu utilizzato dagli "sfollati". Verso la fine del conflitto la grotta dava rifugio a 100 o 200 persone. Ma la Grotta della Spipola subì danni ricorrenti e spoliazioni provocati anche da curiosi, vandali e collezionisti, che asportarono cristallizzazioni, imbrattarono le pareti o vi abbandonarono immondizie. 
Il 22 novembre 1962, al trentennale dalla scoperta, una lapide è stata posta sopra all'ingresso.
Dal 1988 la Spipola è entrata a fa parte del Parco dei Gessi Bolognesi, istituito quell'anno dopo un iter travagliato.
Vulnerabile all'inquinamento per la sua natura carsica, la grotta ha visto l'ultima opera di bonifica terminarsi nel 1995.
Nel 2009, all'interno della Grotta sono stati ritrovati
numerosi fossili di specie vegetali del Messiniano.
Ancora oggi la Grotta della Spipola rappresenta uno dei principali punti di interesse del Parco, insieme alla Cava a Filo e alla Grotta del Farneto tra gli altri.

## Descrizione
La Grotta della Spipola si sviluppa per circa 4 km, con un dislivello di 50 m.
Costituisce la sezione mediana del sistema carsico chiamato Spipola-Acquafredda o Acquafredda-Spipola, che si sviluppa per oltre 11 km e di cui fanno parte numerose cavità  di interesse speleologico. La Spipola è compresa tra la Crepa Orsoni e l'accesso alla Grotta del Prete Santo

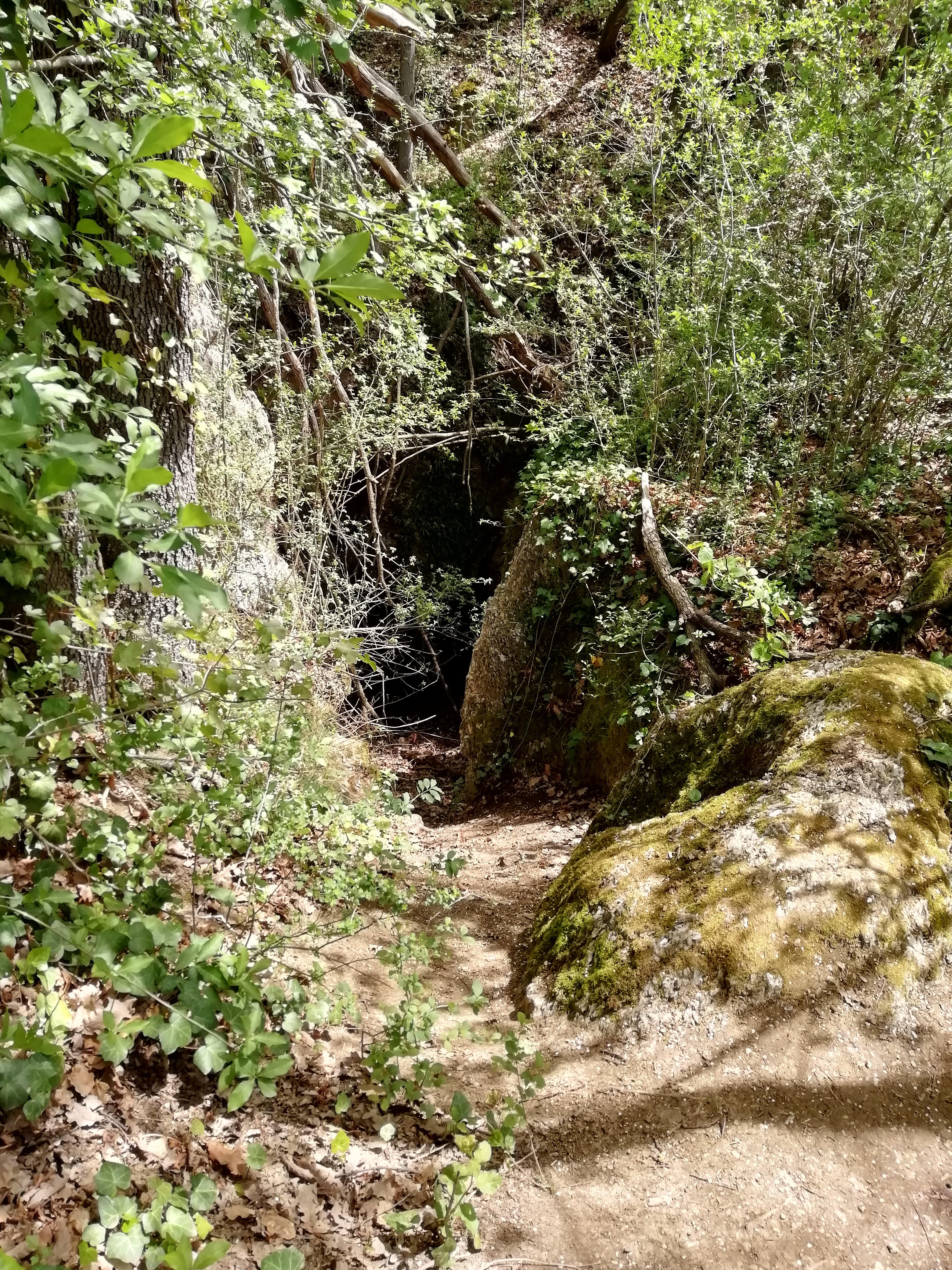
Il Buco del Calzolaio

Alla Grotta della Spipola si accede da un ingresso artificiale costruito a quota 135 m s.l.m., in fondo alla dolina omonima, qualche decina di metri più in basso rispetto all'ingresso naturale detto Buco del Calzolaio (Bus d'la Speppla in bolognese), a 165 m s.l.m. e oggi chiuso. Questo ingresso artificiale è dotato di feritoie per i pipistrelli e un pesante portale. La risorgente è detta Buco del Prete Santo. 
All'interno della dolina della Spipola sono presenti anche due doline minori o "satelliti" (le doline dei Buoi e dei Quercioli) e inghiottitoi da cui si accede ad altri ambienti sotterranei (ad esempio il Buco delle Candele). 
Nella grotta si riscontrano le tipologie morfologiche principali delle grotte nei gessi.

### Gli ambienti principali
- Salone del Fango
- Galleria della Dolina
- Salone Giulio Giordani

## Accesso
La Grotta, in frazione Croara, si raggiunge anche da Ponticella o dal parcheggio de La Palazza con una breve passeggiata, in parte sul sentiero 802 del CAI.